# بينيويت
بينيويت بالأنجليزية pennyweight (dwt) هو وحدة كتلة تساوي 24 الحبوب1⁄20 من أونصة،1⁄240 من ةزن تروي جنيه، حوالي 0.054857 أونصة  وبالضبط 1.55517384 غرام. يتم اختصارها dwt، d وهي تعني ديناريوس – (عملة رومانية قديمة)، واستخدمت لاحقًا كرمز ل بنس بريطاني قديم (انظر £ sd).

## استعمال
فقد الجنيه التروي ووزن البنس وضعهم الرسمي في المملكة المتحدة في قانون الأوزان والمقاييس لعام 1878 ؛ فقط أونصة تروي وأقسامها العشرية بقيت رسمية. تتمتع الأونصة الترويسة بإعفاء قانوني محدد من القياس في المملكة المتحدة.
وزن البنس هو الوزن الشائع المستخدم في تثمين وقياس المعادن الثمينة. يستخدم الجواهريون وزن البنس في حساب كمية وتكلفة المعادن الثمينة المستخدمة في تصنيع أو صب المجوهرات. وبالمثل، لا يزال أطباء الأسنان ومختبرات الأسنان يستخدمون وزن البنس كمقياس للمعادن الثمينة في تيجان الأسنان وحشواتها.
لا يزال وزن البنس والحبوب يستخدمان لوزن عنب الثعلب في مسابقات في شيشاير، شمال غرب المملكة المتحدة. خلال بينينز في يوركشاير والبديلة درام وقد استخدمت والحبوب قياس منذ أن تم شراؤها مجموعة جديدة من المقاييس التي كتبها جسر قديم جمعية Egton عنب الثعلب في عام 1937. اعتبارًا من عام 2018، الرقم القياسي العالمي لأثقل عنب عنب يبلغ 41 dwt 11 gr (41 11⁄24 pennyweight (64.5 غ)) كلفن آرتشر من تشيشير.
الاختصار الأكثر شيوعًا لوزن البنس هو dwt ؛ د، بالنسبة إلى الديناري الروماني، كان اختصارًا لبنس قبل التقسيم العشري للنظام النقدي البريطاني. الاختصارات البديلة هي pwt و PW.

## تحويل
| 1 بنس | = 24 حبة                   |
|       | =1⁄20 تروي اوقية (الاونصة) |
|       | =1⁄240 جنيه تروي           |
|       | = 1.55517384 جرام          |